# Metrowagonmash
Metrowagonmash  (en ruso: ОАО "Метровагонмаш") es una empresa de ingeniería en Mytishchi, Rusia. Metrowagonmash (MWM) es una de las empresas líderes de Rusia en el campo de la construcción de máquinas de transporte. Se especializa en el desarrollo, diseño y fabricación de material rodante para sistemas de metro y ferrocarriles. Metrowagonmash es parte de Transmashholding.
Hasta 1992 se conocía como Mytishchi Machine-building Factory, que es una compañía separada desde el 12 de mayo de 2009.

## Historia
La planta fue fundada en 1897 (en la aldea de Big Mytishchi) para fabricar vagones, primero para el Ferrocarril del Norte de Rusia. Se han producido tranvías y quitanieves para Moscú desde 1903, trenes de pasajeros eléctricos desde 1929 y vagones de metro desde 1934.
Durante la Segunda Guerra Mundial, se produjeron armas autopropulsadas, tractores militares, vehículos con orugas y otro material militar. La planta fue evacuada parcialmente a la región de los Urales en octubre de 1941. El equipo regresó al año siguiente. En 1947, se inició la producción de camiones volquete. Más tarde, la compañía se concentró en la producción de vagones del metro, camiones volquete y vehículos blindados de orugas (por ejemplo, chasis GM). Se han implementado varios modelos de vagones de metro Metrovagonmash en casi todos los sistemas de metro (Metro) de la antigua Unión Soviética, así como en Budapest, Praga, Sofía y Varsovia.
En 1999, la planta comenzó a fabricar autobuses ferroviarios también. La planta también fabricó 137 Unidades Múltiples RA2 entre 2006 y 2008. Hoy, Metrowagonmash se encuentra entre las cinco mil empresas más importantes del país.

## Galería

Electric subway rolling stock
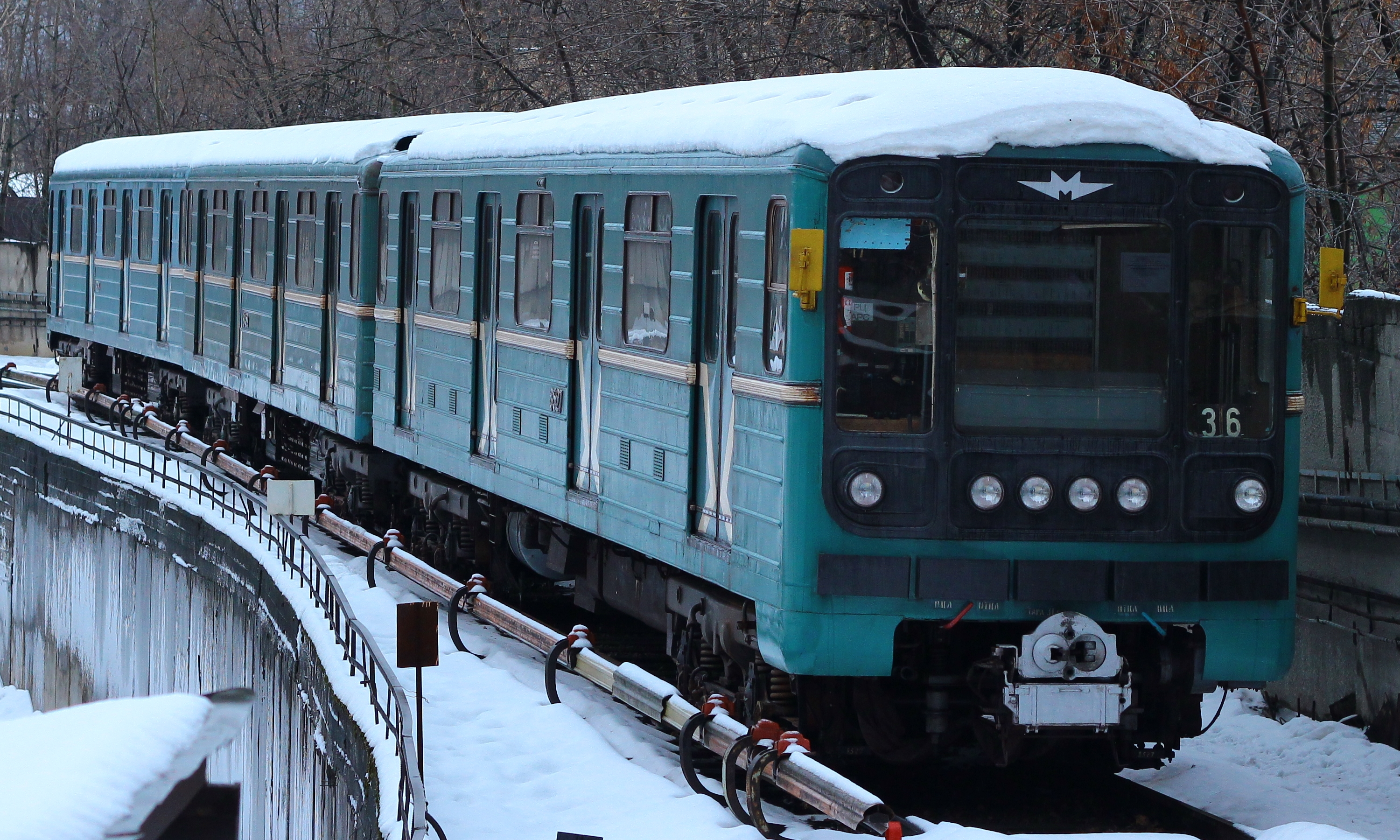
Moscow Metro, 81-717/714
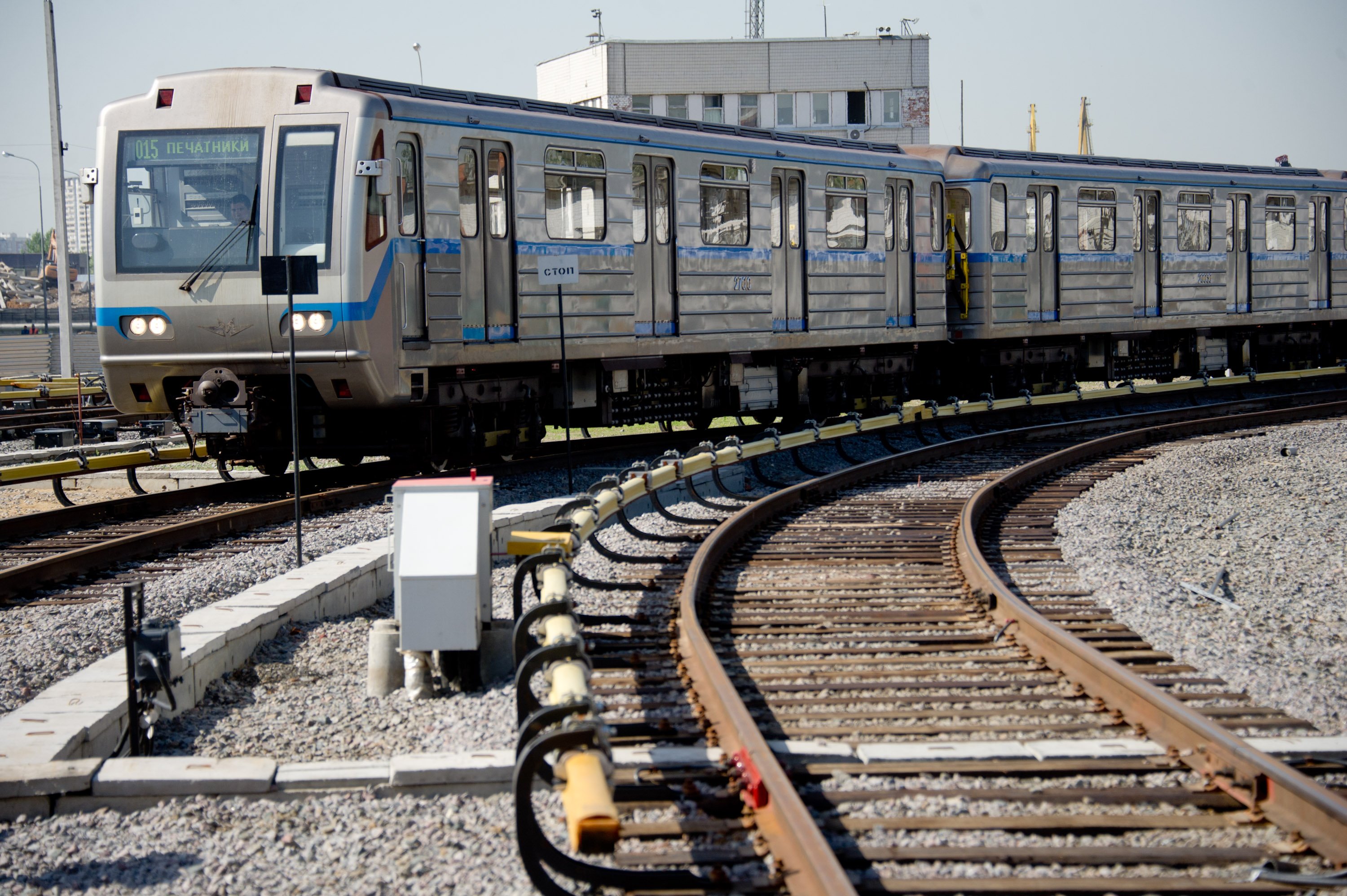
Moscow Metro, 81-717.6/714.6
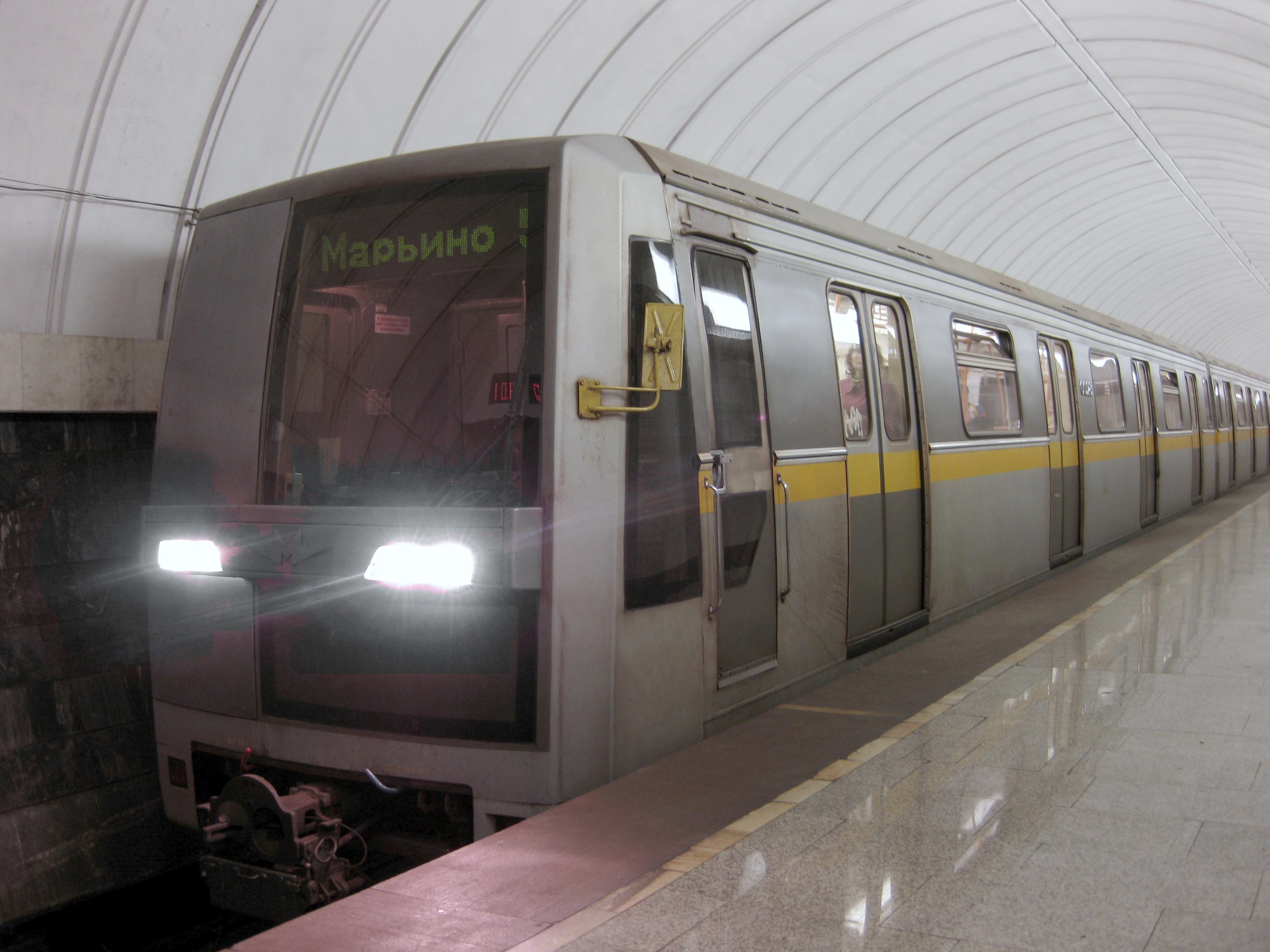
Moscow Metro, 81-720/721
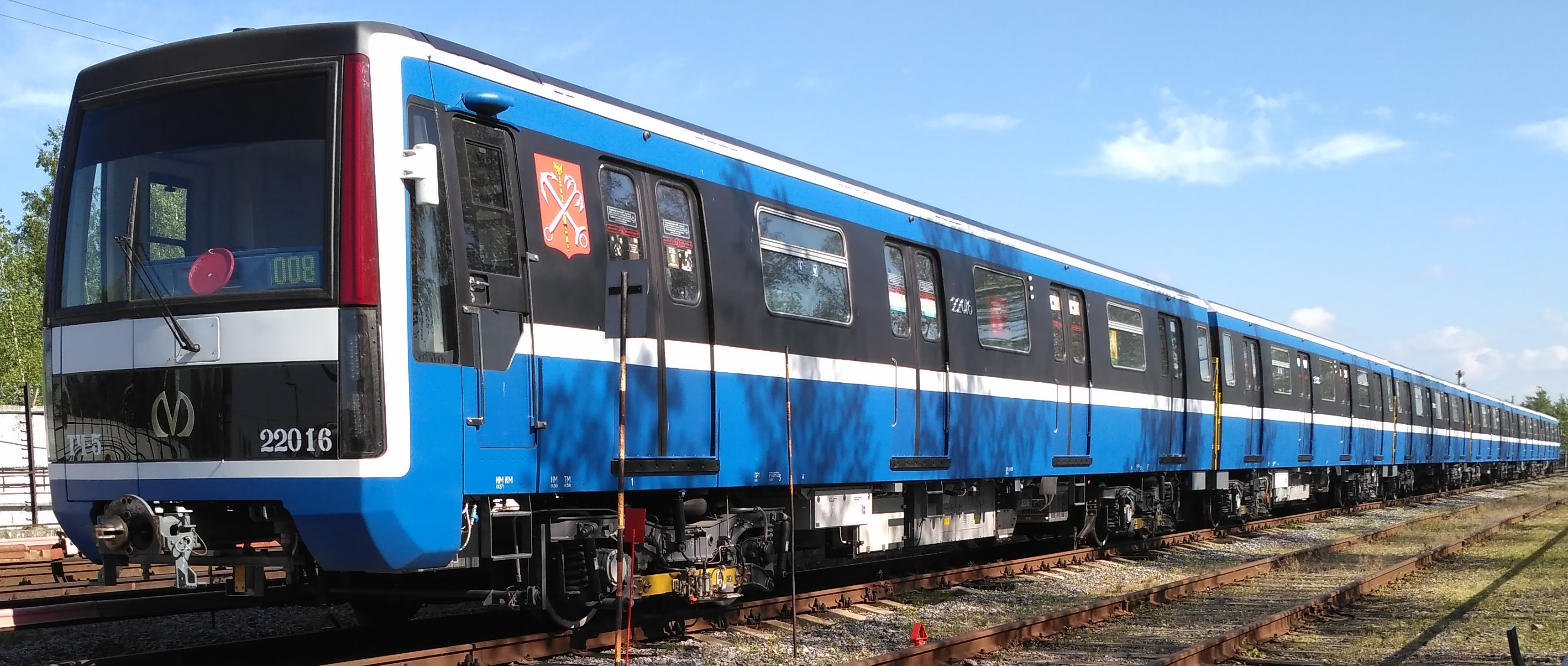
Saint Petersburg Metro, 81-722/723/724
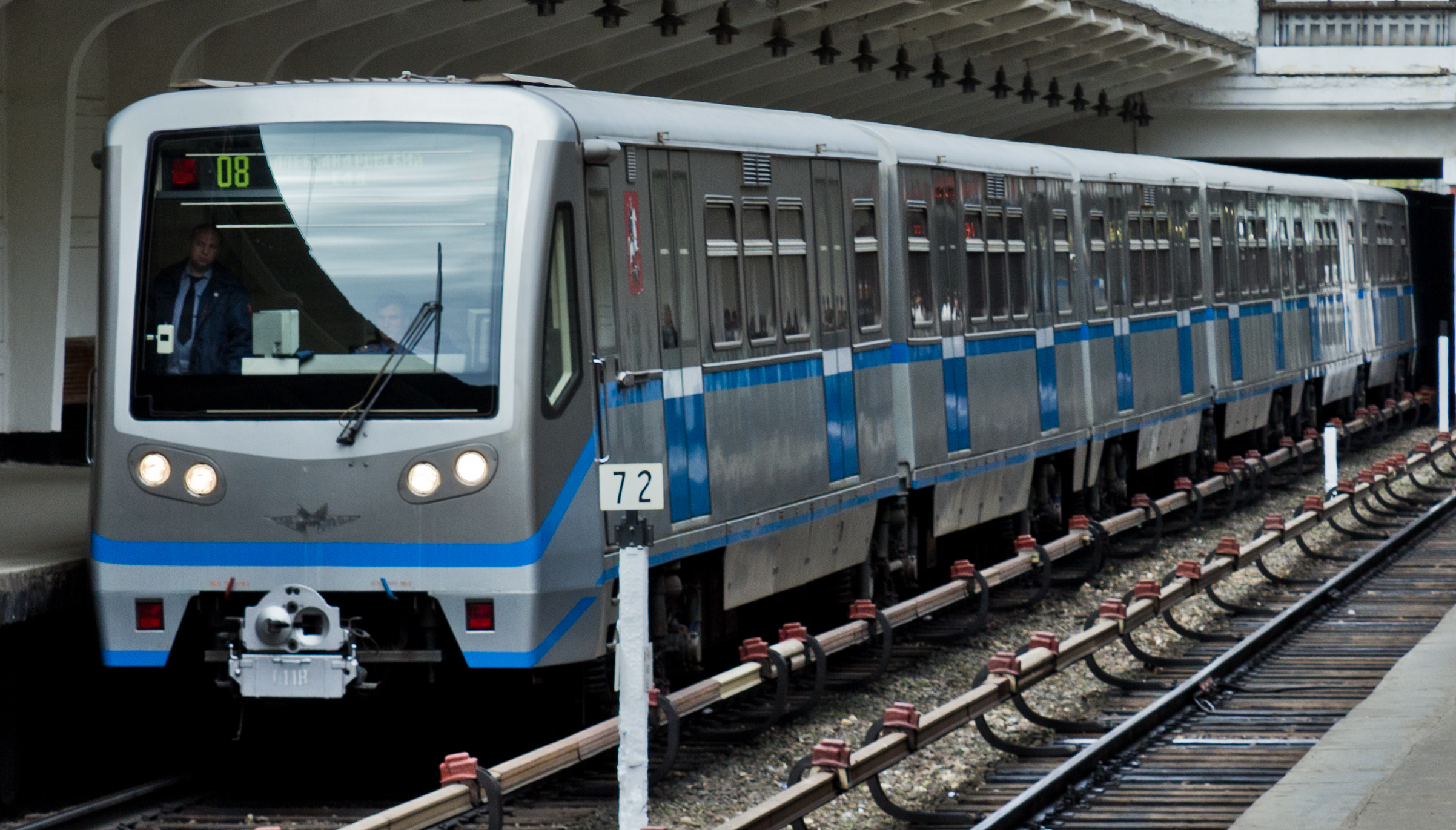
Moscow Metro, 81-740/741
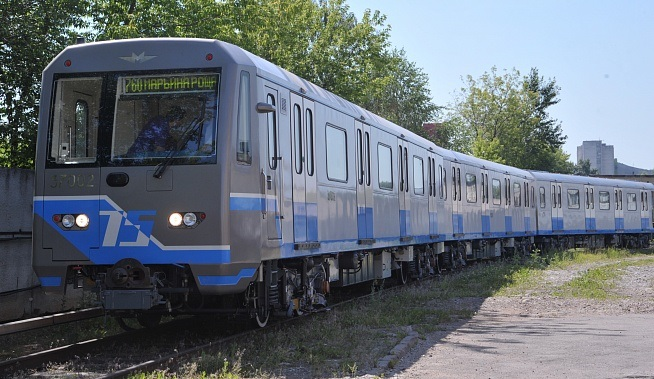
Moscow Metro, 81-760/761
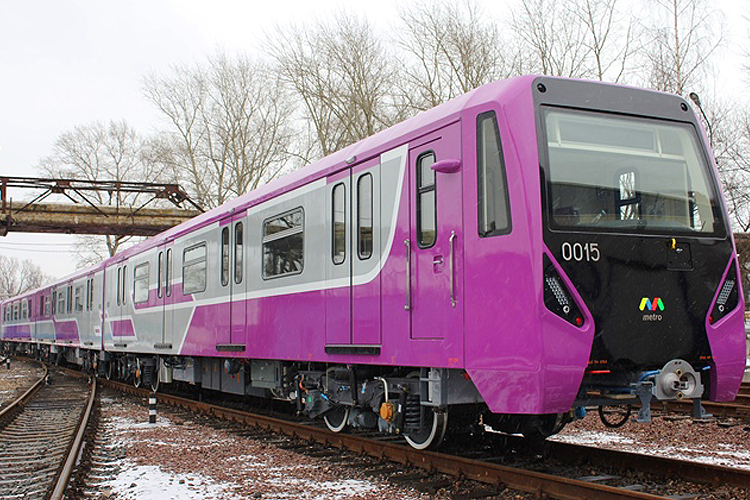
Baku Metro, 81-760B/761B/763B
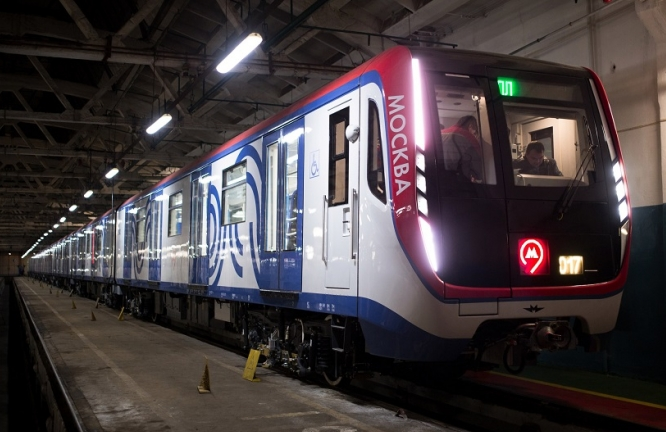
Moscow Metro, 81-765/766/767
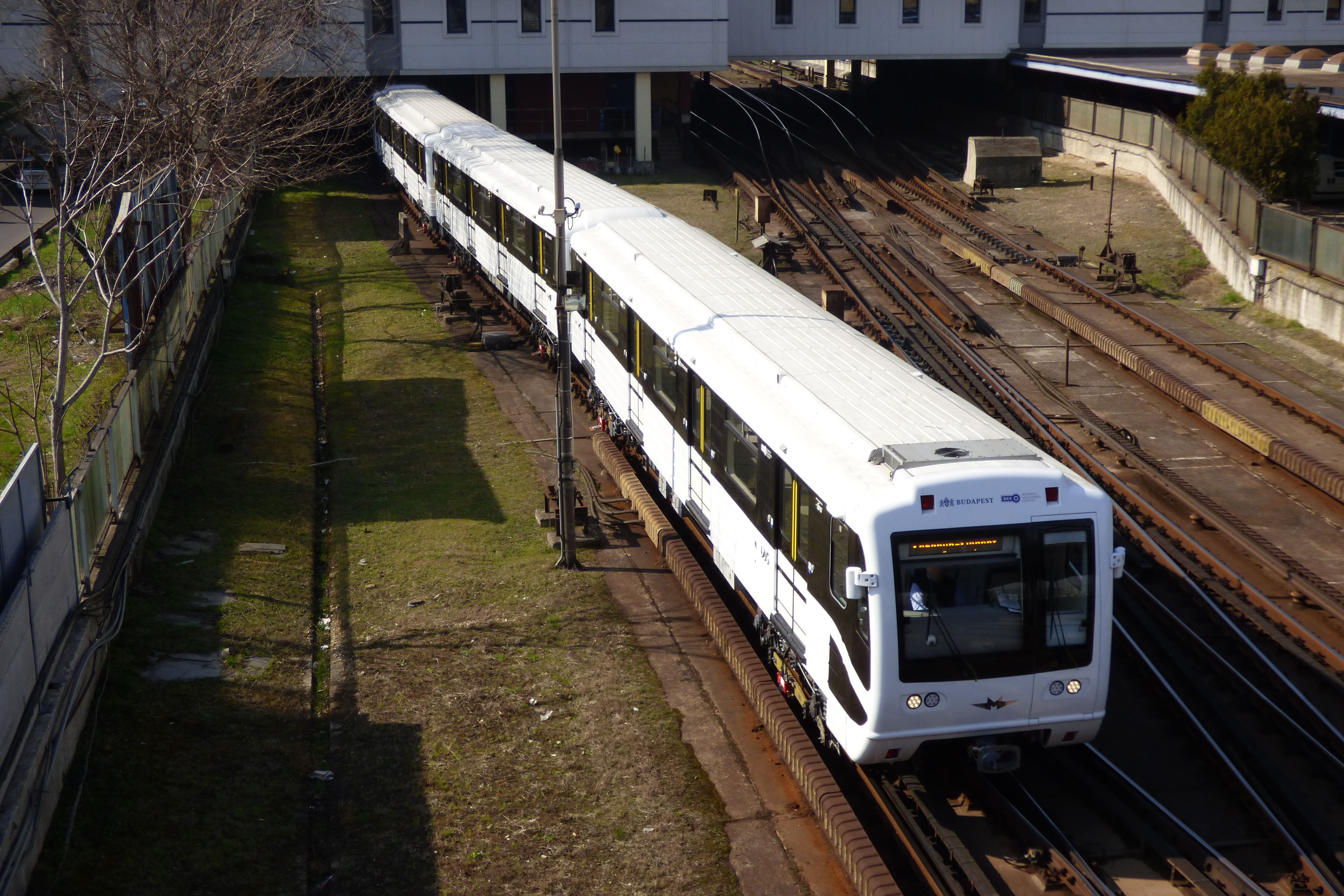
Budapest metro, 81-717.2K/714.2K

Diesel rolling stock
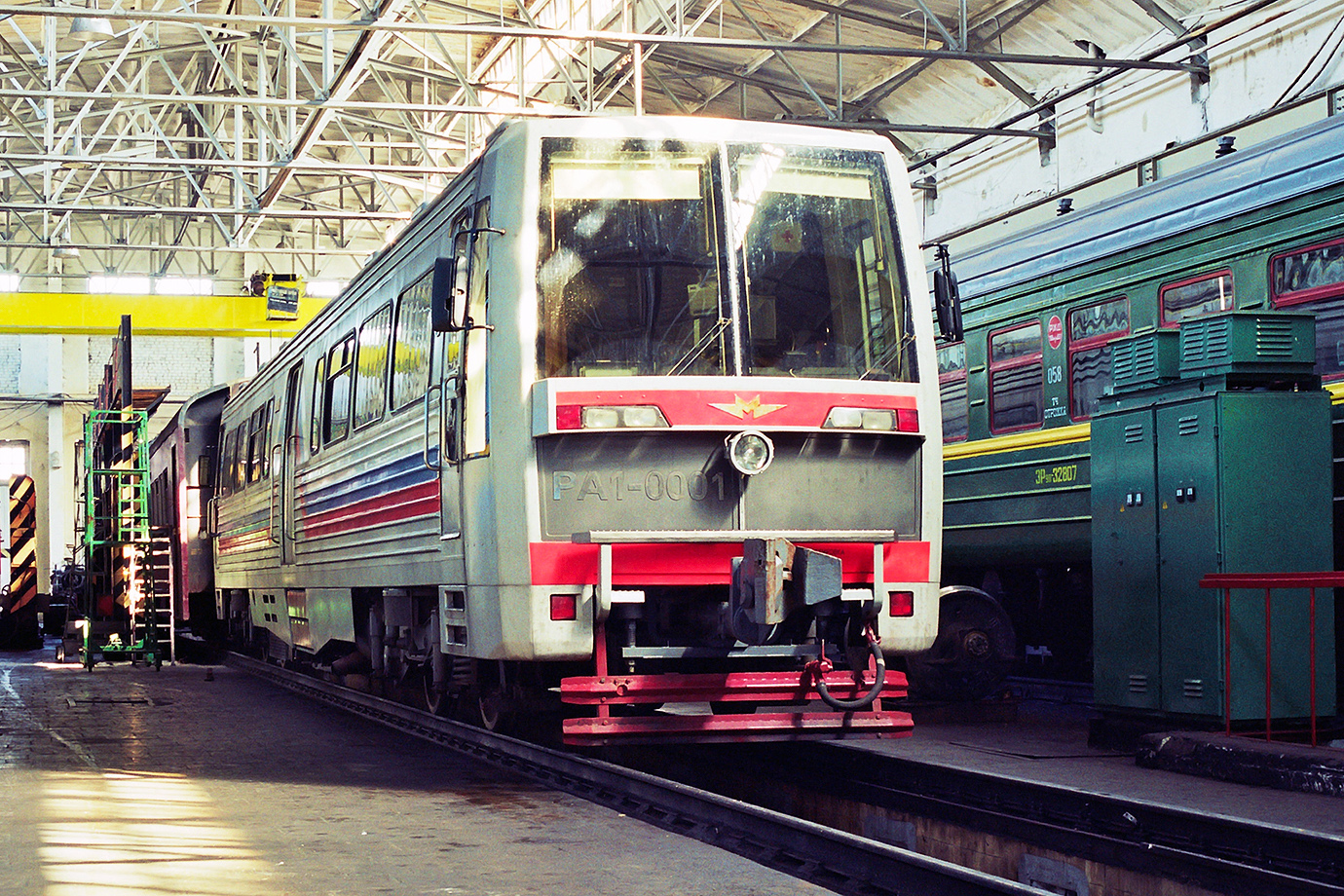
Russian Railways, RA1 (Model 730)
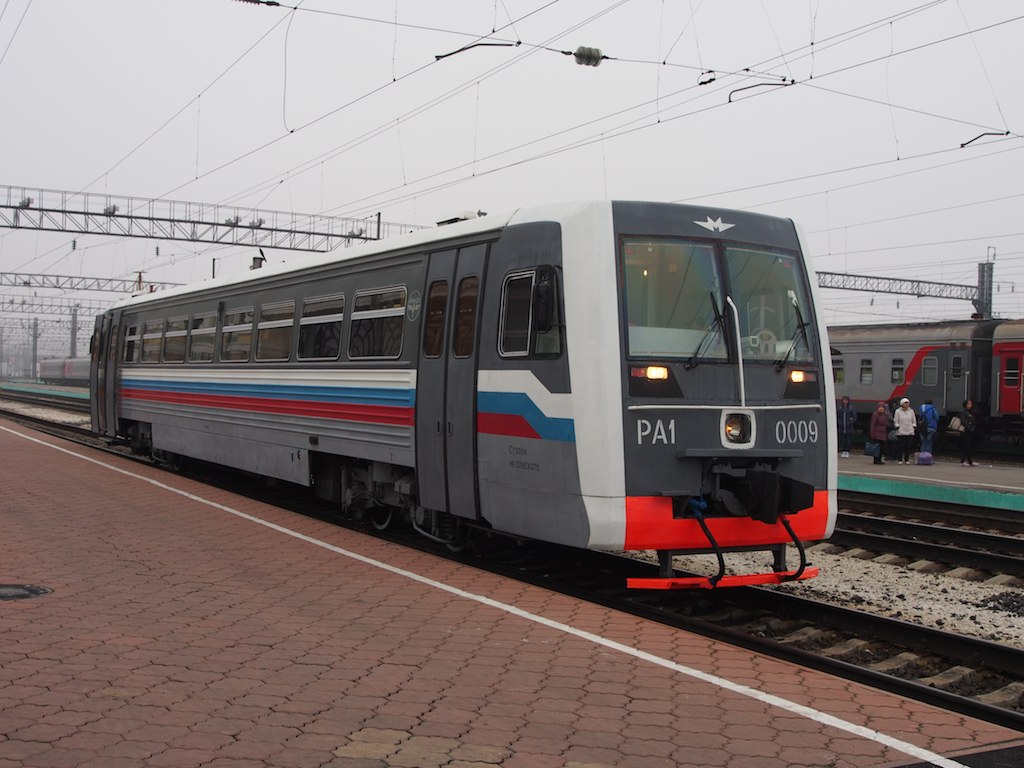
Russian Railways, RA1 (Model 731)
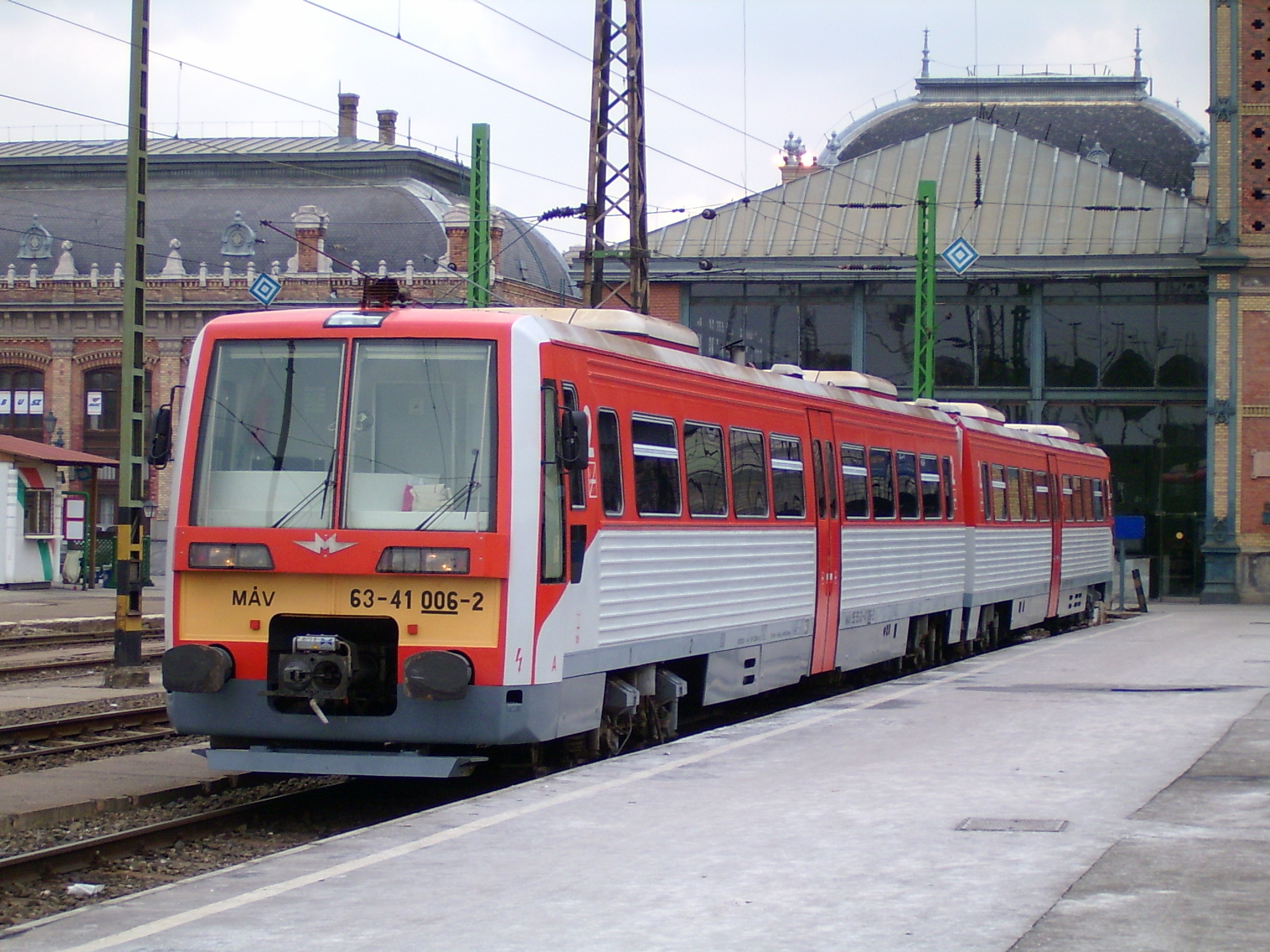
Hungarian Railways, MÁV-6341
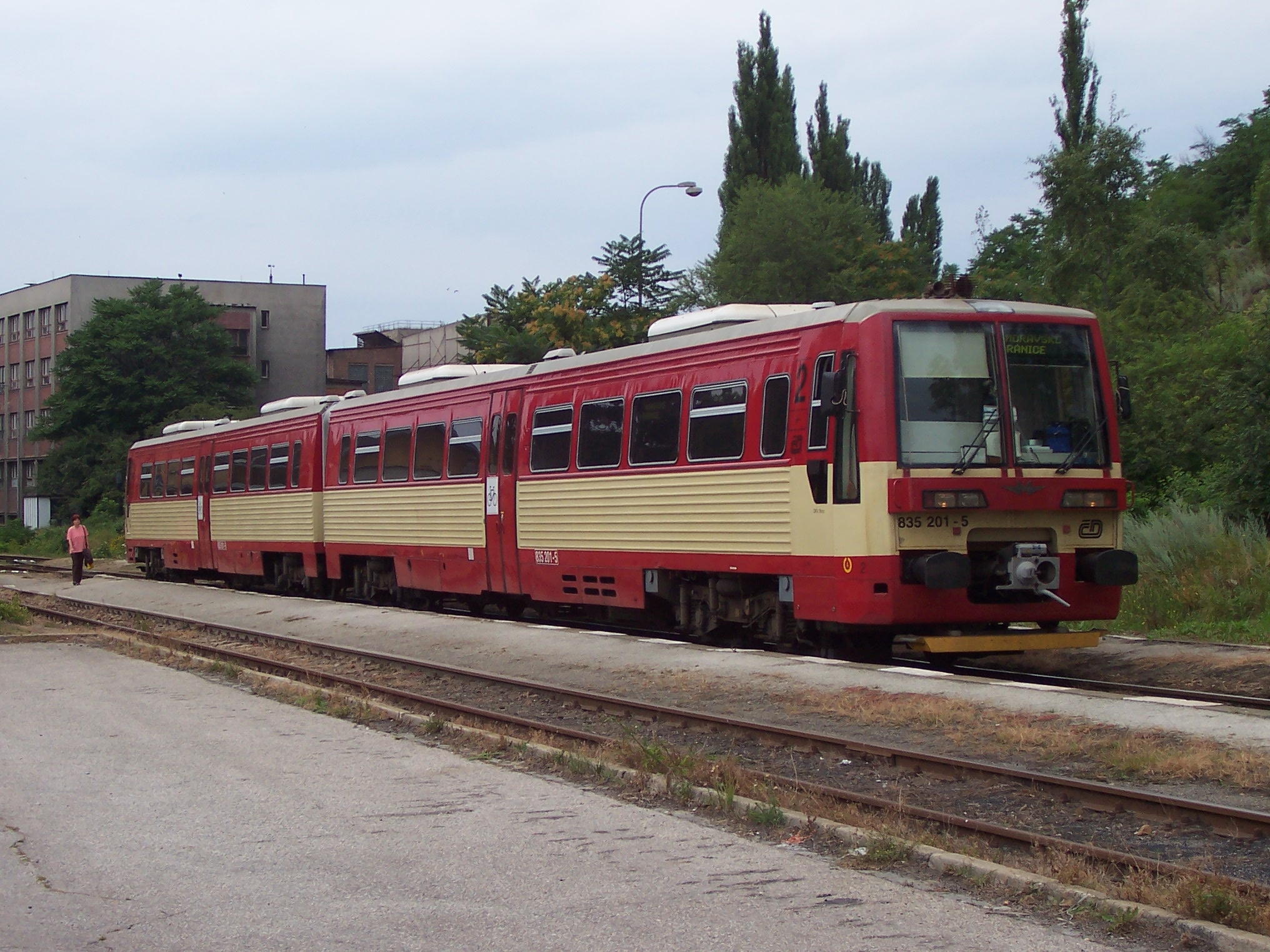
Czech Railways, Class 835
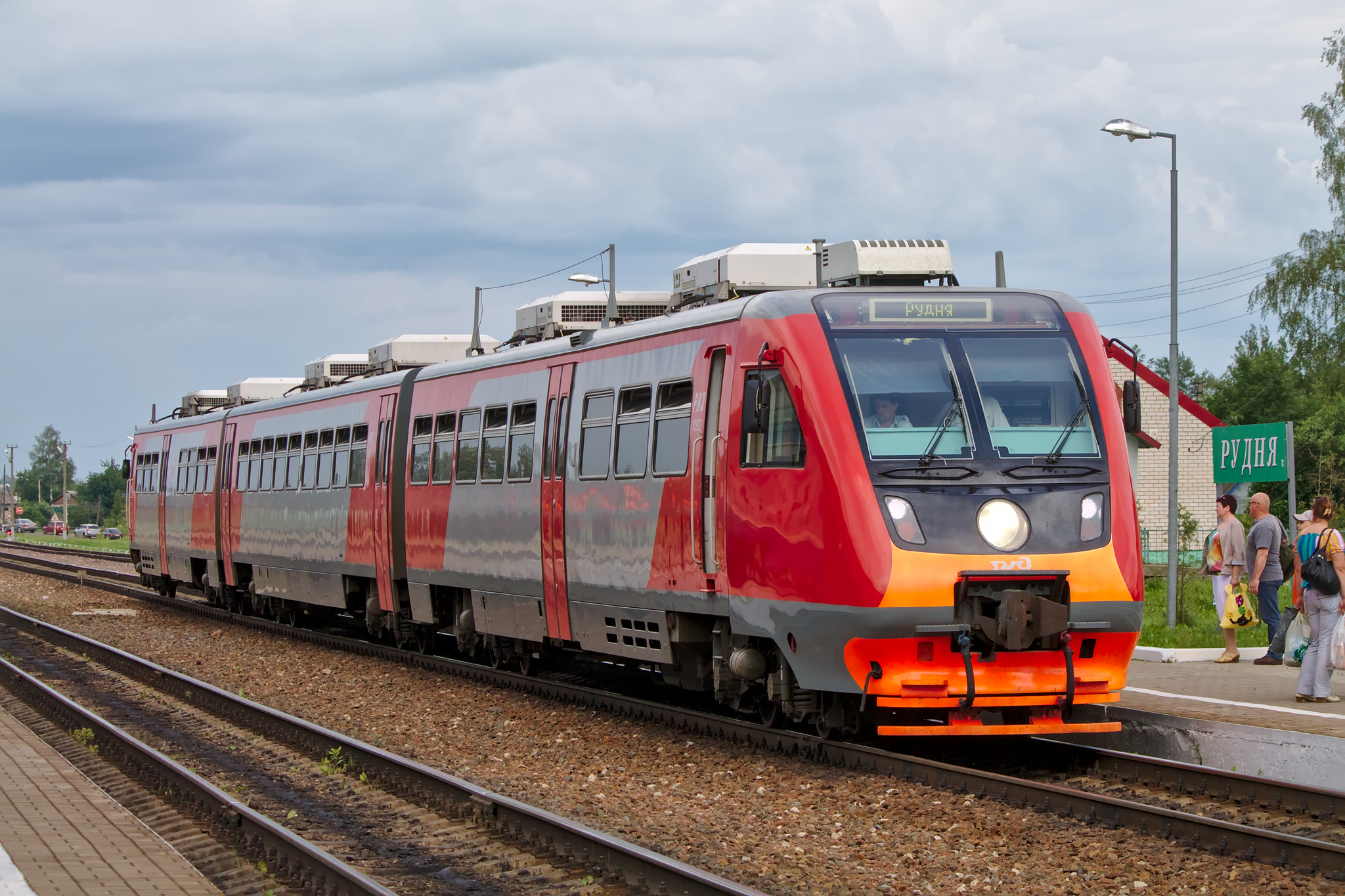
Russian Railways, RA2
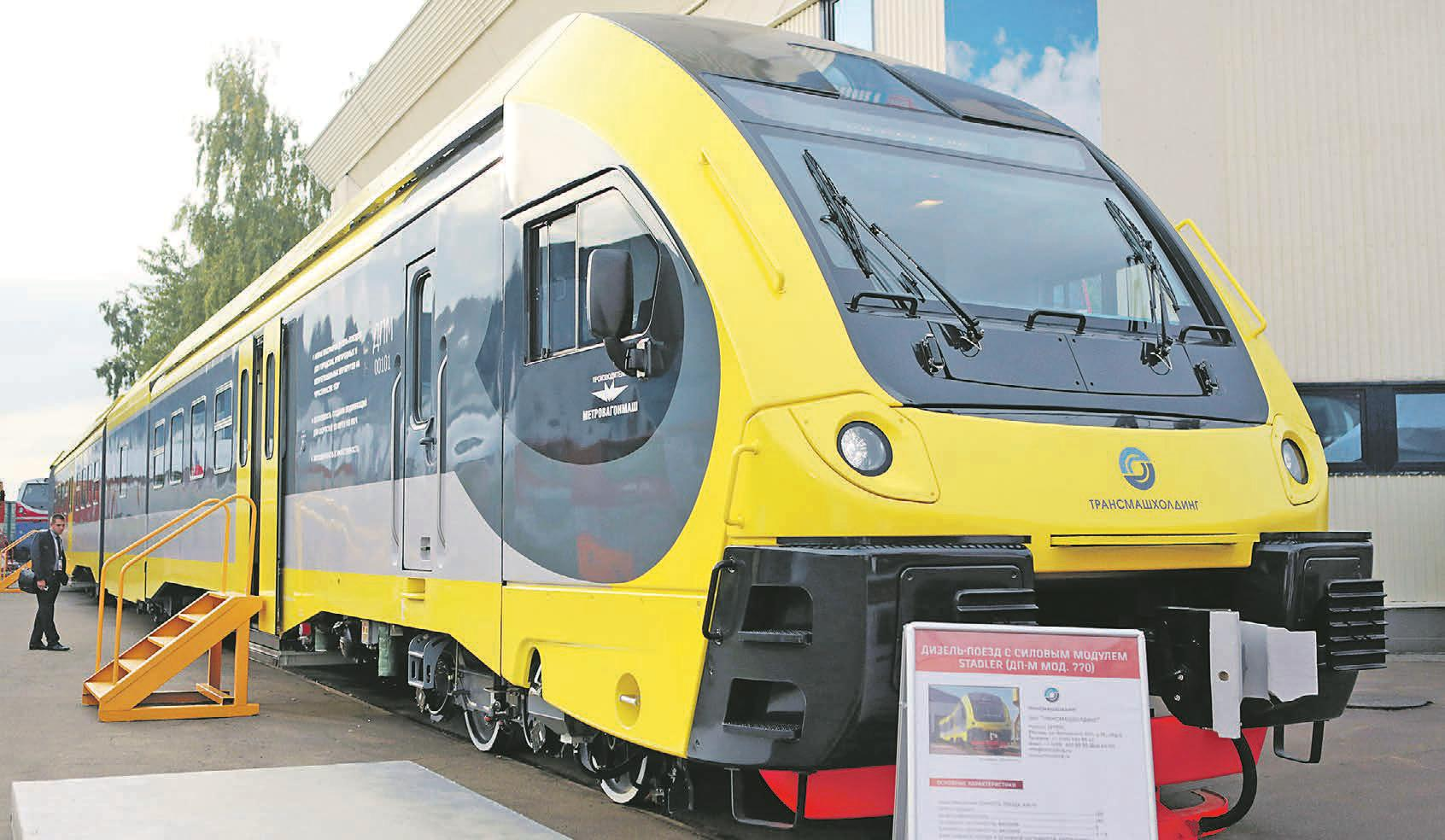
Russian Railways, DPM
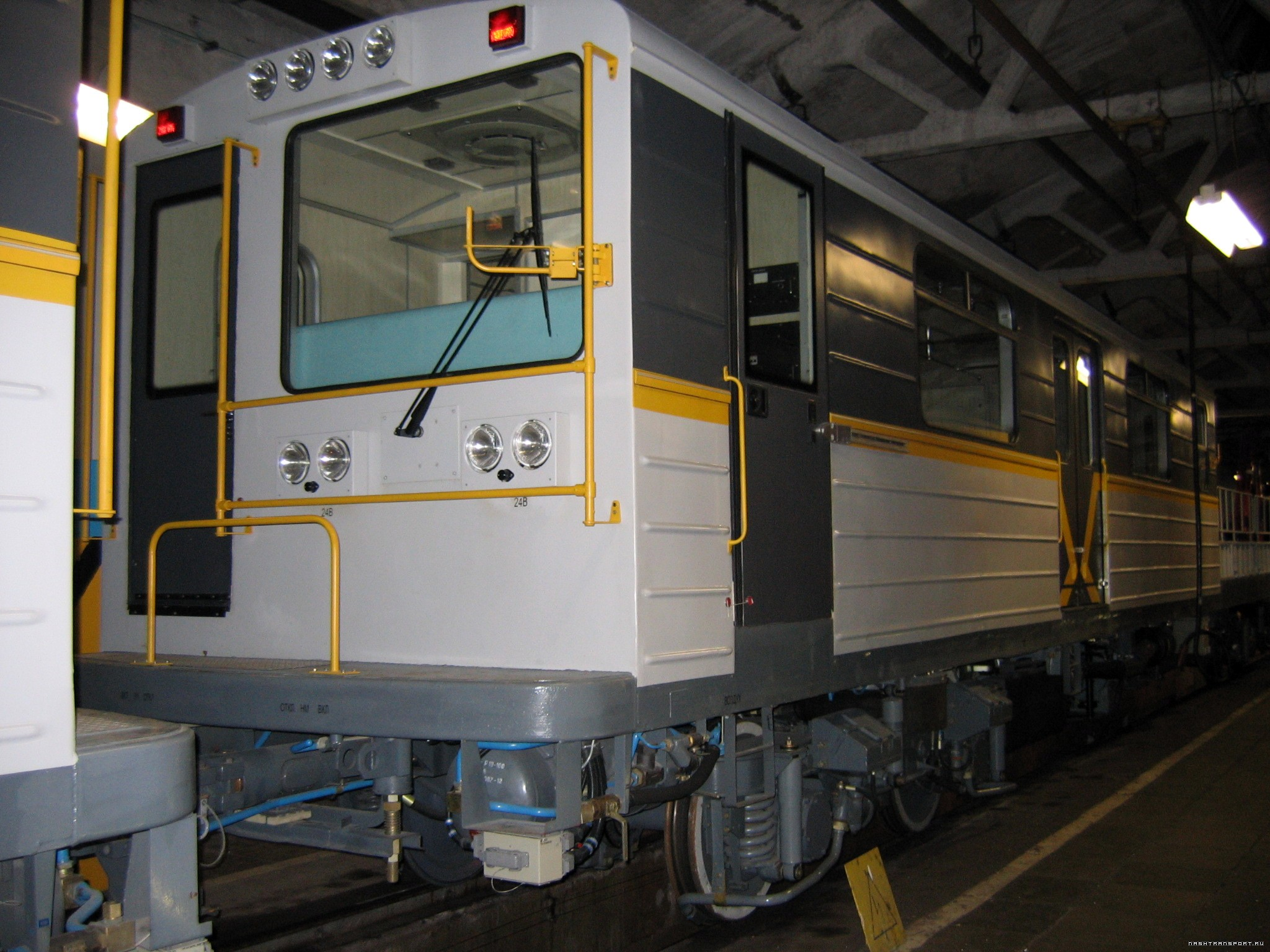
Moscow Metro, 81-730.05
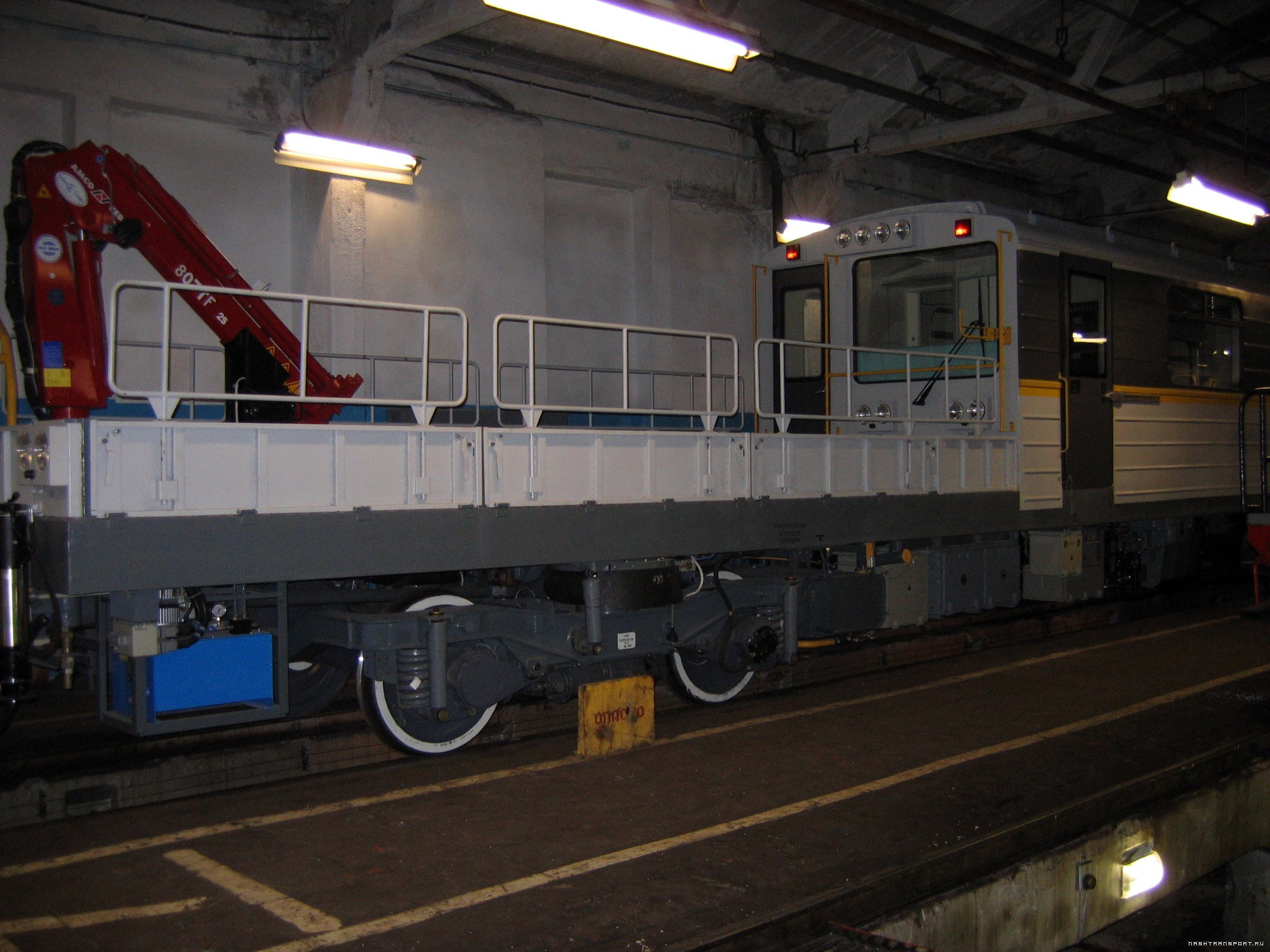
Moscow Metro, 81-730.05
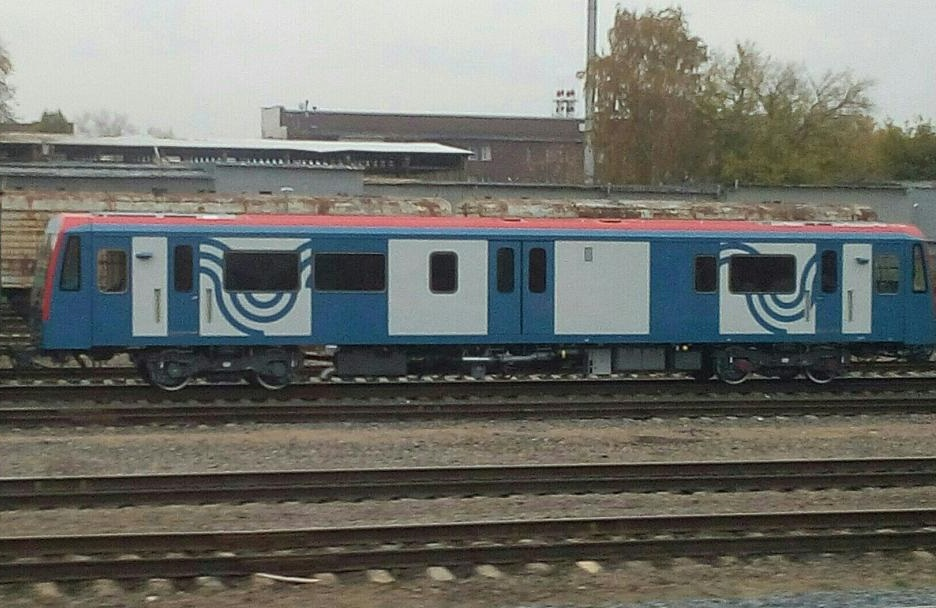
Moscow Metro, 81-7xx (760-like railcar)